# Roland Carraz
Pour les articles homonymes, voir Carraz.
 (août 2019).
Si vous disposez d'ouvrages ou d'articles de référence ou si vous connaissez des sites web de qualité traitant du thème abordé ici, merci de compléter l'article en donnant les références utiles à sa vérifiabilité et en les liant à la section « Notes et références ».
Roland Carraz, né le 18 mai 1943 à Chalon-sur-Saône (Saône-et-Loire) et mort le 9 décembre 1999 à  Chenôve (Côte-d'Or), est un historien et un homme politique français.

## Biographie
Agrégé d'histoire (1967), il était maître de conférences à la faculté de sciences humaines de l'Université de Bourgogne à Dijon (Côte-d'Or).
- Maire de Chenôve (Côte-d'Or) de 1977 jusqu'à son décès en 1999
- élu député PS de la Côte-d'Or en juin 1981
- Secrétaire d'État au Tourisme de mars 1983 à juillet 1984
- Secrétaire d'État à l'Enseignement technique et technologique de juillet 1984 à mars 1986
- réélu député PS de la Côte-d'Or en mars 1986 et en juin 1988
- battu de 32 voix (selon le conseil constitutionnel) aux élections législatives de 1993
- Député MdC de la Côte-d'Or de juin 1997 jusqu'à sa mort en décembre 1999
- membre de la Commission des affaires culturelles, familiales et sociales de l'Assemblée nationale de 1986 à 1993 et de 1997 à 1999, et de la Commission des finances, de l'économie générale et du Plan de 1997 à 1998

Roland Carraz meurt d'un cancer à l'âge de 56 ans.

## Hommages
Jean-Pierre Chevènement a déclaré lors de son enterrement que "ce fils de cheminot était l’exemple raffiné de ce que l’école laïque peut produire de meilleur : un homme cultivé et courageux à la fois, un républicain lucide et exigeant, un être de clarté ", et il a ajouté : " Il voulait une gauche proche du peuple ".
Une avenue porte son nom à Chenôve.